# 志布志コミュニティ放送
特定非営利活動法人志布志コミュニティ放送（しぶしコミュニティほうそう）は、鹿児島県志布志市を中心に放送する特定非営利活動法人の運営によるコミュニティ放送局。2006年10月13日開局。通称はFM志布志。
コールサインはJOZZ0BA-FM。24時間放送で、周波数78.1MHz、送信出力10W （ERPも同一）で志布志市志布志町の陣岳（テレビ放送の志布志中継局と同一地点）から送信している。
おおすみ半島コミュニティ放送ネットワーク（おおすみFMネットワーク）を構成する一局である。おおすみFMネットワーク内の4局（FM志布志・FMかのや・FMきもつき・FMたるみず）のいずれか（または合同）で制作した番組のほとんどを、おおすみFMネットワークとして4局同時に放送している。

## 受信エリア

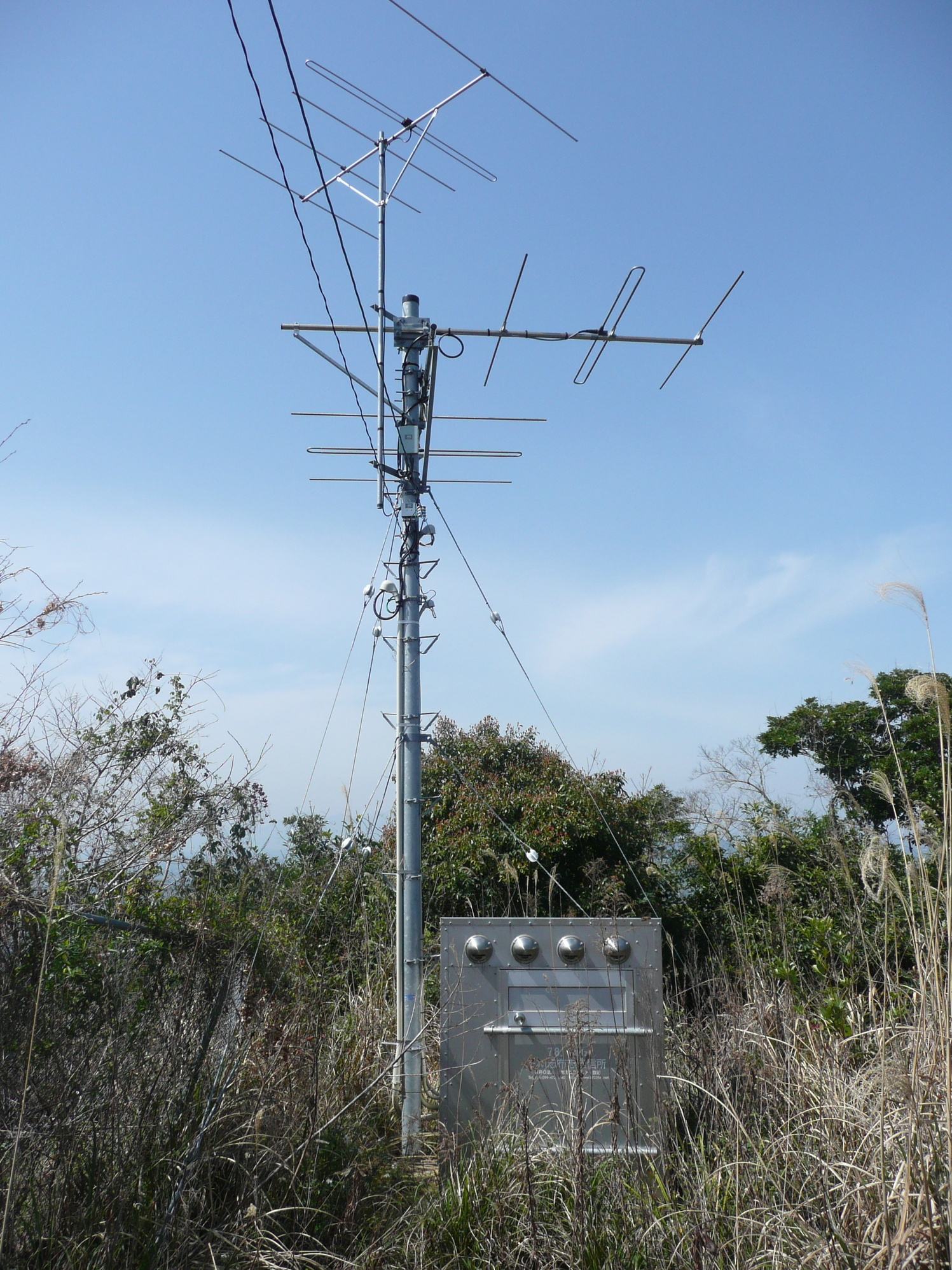
陣岳にある送信所（2009年3月） 現在とは異なる

志布志市を中心に受信可能。志布志市に隣接する大崎町の3割程度もカバー。開局当初の志布志市内のカバー率は68.2%。これは志布志市松山町付近では感度が弱まるためで、2009年に中継局（出力2W、ERP2.8W）が設置された。ただし親局の出力が20W（ERP48W）から10Wへ減力されている。

## 沿革

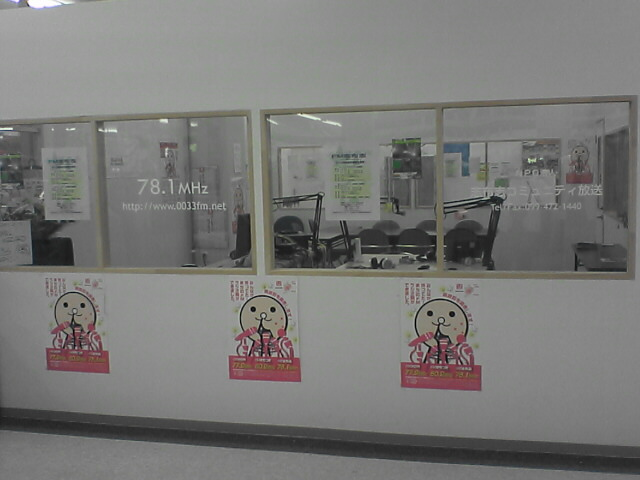
開局当初の演奏所（サンポートしぶし アピア1F）

- 2005年7月 - NPO法人として認証をうける。
- 2006年9月4日 - 予備免許交付。当時の送信出力は20W、ERPは48W。

受信エリアの項にあるように、大崎町でのカバー率が比較的高めである。このためスピルオーバーに関して九州総合通信局との調整が難航し、開局が遅れることとなった。
免許申請自体は他2局と同時期なので、FM志布志よりも先に開局したFMレキオ（沖縄県那覇市）よりもコールサインの順番は先（レキオ-JOZZ0BB-FM、志布志-JOZZ0BA-FM）である。
- 2006年9月11日 - 試験電波発射。

FMかのや・FMきもつきは既に開局しており通常の放送を実施していた。そのため2局の試験放送時と違い単独で音楽・コールサインを読み上げていた。
- 2006年10月11日 - 本免許交付。
- 2006年10月13日 - 本放送開始（13:00・JST）。
- 2006年10月28日 - サンポートしぶしアピアから公開生放送実施。
- 2009年7月15日 - 松山町を対象とした中継局の免許を取得。親局の送信出力を20Wから10Wに減力。
- 2009年11月 - 演奏所を島津ビルに移転。

## 主な番組
下記にあるのはFM志布志制作の番組（FMかのや・きもつき・たるみずにも同時間帯に放送）。その他の番組はおおすみ半島コミュニティ放送ネットワーク#主な番組を参照。
- 志布志の民話（金曜 20:30 - 20:45）
- 日曜島（日曜 21:00 - 21:30）
- 輪多市（わたし）のしぶし（月・木曜 5:00 - 06:00）

## 参考資料
- 志布志市役所企画編集課 『しぶしNPOだより NO.4 (PDF) 』 志布志市NPO等連絡協議会、2009年6月。
- 志布志市役所企画編集課 『しぶしNPOだより NO.5 (PDF) 』 志布志市NPO等連絡協議会、2010年1月。